# Les Agettes
Les Agettes est une ancienne commune suisse du canton du Valais, située dans le district de Sion entre 980 et 2 200 mètres d'altitude.

## Histoire
La première mention d'un lieu dit Agietes date de 1190. Le nom se transforme en colrave, puis, depuis 1964 on trouve celui des Agettes. Une communauté des hommes des Agettes et de La Vernaz est attestée au début du XIVe siècle.
Seigneurie de la principauté épiscopale de Sion, la commune est inféodée à diverses familles nobles jusqu'en 1798 où elle est incorporée jusqu'en 1815 au district d'Hérémence. De 1810 à 1813, la commune fusionne avec Vex avant de redevenir autonome en 1814.
En 1969, la forêt est déboisée pour créer sur la commune des Agettes la « Piste de l'Ours ». En 1981 commence la construction de la petite station de ski des Mayens de l'ours et de la télécabine du même nom, qui fait partie de la station de Veysonnaz et du domaine skiable des 4 Vallées.
Le 1er janvier 2017, la commune des Agettes a fusionné avec sa voisine : la commune de Sion.

## Gentilé et surnom
Les habitants de la commune se nomment les Agettois.
Ils sont surnommés les Barjaques, soit les bavards.

## Accès
- A9  Autoroute de Lausanne-Simplon.
- Sortie Sion-ouest, direction Nendaz

### Fonds d'archives
- Fonds : Agettes (Les), commune (1543-1965) [8,45 mètres].  Cote : CH AEV, AC Les Agettes. Sion : Archives de l'État du Valais (présentation en ligne).